# Río Kosi
El río Kosi (o Kusi o Koshi)   (en nepalí: कोशी  नदी;  en hindi: कोसी नदी;  en maratí: कोसी  नदी) es un largo río de Asia que discurre por Nepal y la India, un importante afluente del río Ganges.  Tiene una longitud de 729 km y drena una cuenca de 95 156 km² (que incluye parte de territorio chino), similar a países como Hungría, Portugal o Jordania. 
"Kosi" significa "río" en nepalí. 

## Geografía
El Dudh Kosi nace en los Himalayas nepalíes, en las faldas del Cho Oyu, el Lhotse y el Everest, en el Parque nacional de Sagarmatha. En sus inicios toma el nombre de "Bhote Kosi" o "río del Tíbet" por "Bhote", que es como se dice "tibetano" en nepalí. El "Bhote Kosi", en sherpa, se denomina Nangpe Tsangpo. 
Por otro lado, el Dudh Kosi o "río de Leche" por el color blanco de su fondo, nace en los sectores orientales del mismo valle, y se junta con el río Imja, que recoge las aguas de las nieves del Nuptse y Ama Dablam, entre otros. 
El Bhote Kosi se une al Dudh Kosi a los pies de la aldea de Namche Bazaar, capital comercial del Khumbu, y desde allí lleva sólo el nombre de Dudh Kosi. 
Este río a su vez junta con el Sun Kosi creando un río de gran caudal que se dirige en dirección este con el nombre de Kosi. Alimentado por el río Arun y el Tāmur, desciende nuevamente hacia su encuentro con el Ganges, cerca de la ciudad india de Bhagalpur.
- Datos: Q695610
- Multimedia: Koshi River / Q695610